# Fetor hepatic
Fetor hepatic sau foetor hepatic, cunoscut și ca mirosul de ficat crud, este un semn ce apare în caz de hipertensiune portală când șuntul portosistemic permite trecerea tiolilor în plămâni. Este un semn tardiv de insuficiență hepatică și este unul din semnele clinice specifice de encefalopatie hepatică. Alte cauze posibile sunt prezența amoniacului și cetonelor în respirație. Are un miros dulceag, cu tentă de fecale.